# Franz Reuter (Journalist)
Franz Reuter (* 3. Juni 1897 in Aachen; † 2. März 1967) war ein deutscher Journalist, Verleger, Herausgeber und Politiker.

## Leben und Tätigkeit
Reuter war das älteste von sechs Kindern eines Volksschullehrers. Nach dem Schulbesuch, den er mit dem Abitur beendete, studierte er Geschichte, Philosophie und klassische Philologie an den Universitäten Frankfurt und Köln. In Köln wurde er 1923 mit einer Arbeit über das Verhältnis von Sozialismus und Parlamentarismus zum Dr. phil. promoviert.
1923 wurde Reuter Redakteur im Handelsressort der Kölnischen Zeitung. Später entsandte diese Zeitung ihn als Korrespondenten zum Völkerbund.
1928 gründete Reuter, der sich nun endgültig auf den Wirtschaftsjournalismus spezialisierte, zusammen mit seinem Studienfreund Otto Meynen, damals Privatsekretär des Industriellen Paul Silverberg, die (trotz ihres Namens in keiner Beziehung zur NSDAP stehenden) politisch-wirtschaftlichen Privatkorrespondenz Deutsche Führerbriefe (DFB). Bis 1935 gehörte er zu den Herausgebern derselben. Das Organ richtete sich seinem Selbstverständnis nach an „führende Persönlichkeiten in Politik, Wirtschaft und Kultur“, die gewillt seien, „am Aufbau eines großen, einigen und freien Deutschlands“ mitzuarbeiten. Die Führerbriefe erschienen im Hans-Börner-Verlag und hatten eine Auflage von rund 1250 Exemplaren. Daneben war er Berliner Vertreter der Pressestelle Kohle und Eisen (Langnam-Verein). Ferner gehörte er in der Weimarer Republik dem elitären Deutschen Herrenklub an.
Auf Vermittlung des Reichsbankpräsidenten Hjalmar Schacht und des Bankiers Felix Somary konnten Reuter und Meynen 1933 die Wirtschafts- und Finanzzeitung Der Deutsche Volkswirt übernehmen. Die Zeitung war 1933 im NS-Regime gleichgeschaltet worden, der Gründer und bisherige Verleger Gustav Stolper emigrierte im selben Jahr nach Amerika und verkaufte die Zeitung Ende Mai 1933 für 90.000 RM an Reuter und Meynen. Winfried Meyer zufolge übte Reuter in seinem Organ in den folgenden Jahren „allenfalls zurückhaltend“ Kritik an politischen und wirtschaftspolitischen Entscheidungen der NS-Führung, wobei er diese behutsam im marktwirtschaftlichen Sinne zu beeinflussen versucht habe. So wurde die Zeitung zunächst im NS-Staat weder verboten noch einem NS-Blatt eingegliedert.
Neben seiner Tätigkeit als Wirtschaftsjournalist veröffentlichte Reuter in diesen Jahren auch eine Biographie über Schacht, mit dem ihn eine lebenslange Freundschaft verband. Die Arbeit erschien erstmals 1934 und wurde 1937 (mit erheblichen Änderungen im Sinne der herrschenden Ideologie) neu aufgelegt. Ende 1937 zog sich Reuter sukzessive aus der Redaktion des Deutschen Volkswirts zurück und nahm zugleich eine immer distanziertere Haltung zum bestehenden System ein.
1934 lernte Reuter den damaligen Reichskommissar im Amt für Preisbildung Carl Friedrich Goerdeler kennen. Die Männer stellten rasch fest, dass sie politisch in hohem Maße übereinstimmten. In der Folge entwickelten sie Gedanken für eine neue Verfassung mit einem Zweikammersystem. Seit 1938 trafen sie sich häufig zu politischen Gesprächen, an denen bald auch der preußische Finanzminister Johannes Popitz, der frühere Staatssekretär in der Reichskanzlei Erwin Planck, der General Friedrich Olbricht und der ehemalige Botschafter Ulrich von Hassell teilnahmen.
Seit dem Zweiten Weltkrieg intensivierte Reuter sein Engagement in der sich in den Kriegsjahren verstärkt organisierenden Opposition zum herrschenden NS-Regime: In dem sich um Goerdeler gruppierenden Widerstandsnetzwerk fiel ihm die Aufgabe zu, die Verbindungen zwischen Goerdeler und Georg Thomas und weiteren Angehörigen ziviler Oppositionskreise aufrechtzuerhalten. In Reuters Büro in der Berliner Kurfürstenstraße tauschten die Männer diskret Briefe und Dokumente aus und informierten sich über die innen- und außenpolitische Situation. Zudem bemühte Reuter sich als Vermittler zwischen Goerdeler und Popitz zu agieren, die aufgrund ihrer grundverschiedenen Mentalität und ihrer stark divergenten politischen Pläne nur schwer auf eine einheitliche Linie zu bringen waren, was eine unerlässliche Voraussetzung dafür war, das etwaige Widerstandsaktionen eine Chance auf Erfolg hatten.
In den ab Dezember 1942 ausgearbeiteten Umsturzplanungen der nationalkonservativen Oppositionsgruppen war Reuter für das Amt des Regierungssprechers einer nach einem erfolgreichen Staatsstreich gegen die nationalsozialistische Regierung zu bildenden autoritären Übergangsregierung vorgesehen.
Nach dem Scheitern des Umsturzversuches vom 20. Juli 1944 wurde Reuter am 17. September 1944 während eines Besuches bei seiner zweiten Ehefrau in Pommern von der Gestapo verhaftet. Er wurde zunächst in das Hausgefängnis der Gestapo in der Prinz-Albrecht-Straße 8 gebracht und von dort in das Wehrmachtuntersuchungsgefängnis in der Lehrter Straße verlegt. Trotz mehrfacher Vernehmungen konnte ihm keine Beteiligung an dem gescheiterten Umsturzversuch nachgewiesen werden. Am 2. Dezember 1944 wurde er als Gefangener ins KZ Sachsenhausen eingeliefert. Im April 1945 wurde er auf dem Todesmarsch nach Schwerin von amerikanischen Soldaten befreit.
In den Nachkriegsjahren war Reuter Mitglied des Liquidationsausschusses der IG-Farben. Seit 1949 war Reuter Mitherausgeber und (bis 1966) Mitverleger der Wirtschafts- und Finanzzeitung Der Volkswirt. Nach 1945 war Reuter politisch in der FDP aktiv. Im Herbst 1966 ging die Mehrheit des Kapitals des Verlags des Volkswirts von Meynen und Reuter auf Gerd Bucerius über.

## Ehe und Nachkommen
Am 6. August 1943 heiratete er in zweiter Ehe eine Frau namens Eleonore.

## Schriften
- Sozialismus und Parlamentarismus. Ein Beitrag zur Geschichte sozialistischer Politik, Staatslehre und Soziologie, Köln 1923. (Dissertation)
- und Otto Meynen, Die deutsche Zeitung : Wesen und Wertung. München und Leipzig : Duncker & Humblot 1928. [zur Internationalen Pressa-Ausstellung in Köln]
- Schacht, R. Kittler Verlag, Leipzig 1934. (veränderte Neuauflage bei der Deutschen Verlagsanstalt, Stuttgart/Berlin 1937)
- Der 20. Juli und seine Vorgeschichte, Berlin 1946.